# Dólar de oro de la exposición de Lewis y Clark
El dólar de oro de la exposición de Lewis y Clark es una moneda conmemorativa acuñada en 1904 y 1905 como parte de la participación del gobierno de los Estados Unidos en la Exposición del centenario de Lewis y Clark, celebrada ese mismo año en Portland (Oregón). Diseñada por el grabador en jefe de la Casa de Moneda de los Estados Unidos, Charles E. Barber, la moneda no tuvo buena acogida y se emitió menos de una décima parte de la tirada autorizada de 250 000 ejemplares.
La expedición de Lewis y Clark, el primer grupo explorador por tierra europeo-estadounidense en llegar a la costa del Pacífico, fue liderada por Meriwether Lewis y William Clark, tras la compra de Luisiana  de 1803. Entre 1804 y 1806, sus miembros viajaron desde San Luis hasta la costa de Oregón y regresaron, proporcionando información y desmintiendo mitos sobre la extensa área adquirida por Estados Unidos en la Compra. La feria de Portland conmemoró el centenario de ese viaje.
Las monedas fueron vendidas al público, en su mayoría, por el promotor numismático Farran Zerbe, quien también había vendido el dólar de oro de la Exposición de la Compra de Luisiana. Al no poder vender gran parte de la emisión, la Casa de la Moneda fundió las monedas sobrantes. El valor de las monedas ha seguido aumentando y hoy en día oscila entre cientos y miles de dólares, según su condición. El dólar de la Exposición de Lewis y Clark es la única moneda estadounidense con dos caras, con el retrato de uno de los líderes de la expedición en cada lado.

## Antecedentes
La compra de Luisiana en 1803 aumentó con creces la superficie de la nación estadounidense. Con el objetivo de conocer mejor la nueva posesión, el presidente Thomas Jefferson obtuvo una asignación del Congreso para una expedición exploratoria y nombró a su secretario privado, Meriwether Lewis, para dirigirla. Capitán del Ejército de los Estados Unidos, Lewis seleccionó a William Clark, exteniente del Ejército y hermano menor del héroe de la Guerra de Independencia de los Estados Unidos, George Rogers Clark, como codirector de la expedición. Lewis y William Clark habían servido juntos y eligieron a unos treinta hombres, conocidos como el Cuerpo de Descubrimiento, para acompañarlos. Muchos de ellos eran pioneros de Kentucky que estaban en el Ejército, así como barqueros y otros con las habilidades necesarias. La expedición partió de la zona de San Luis el 14 de mayo de 1804.